# Lenone
Lenone è un personaggio del Phormio di Terenzio: in tale commedia egli è descritto come mercante di schiave.
L'etimologia esatta è incerta anche se può derivare dalla parola latina leno o da Lenonem (lenire, rendere dolce, mitigare).
Per antonomasia il termine lenone è divenuto indicativo di chi si dedica allo sfruttamento della prostituzione (chiamata anche lenocinio).
Il termine relativo al reato di lenocinio fu citato per la prima volta nel codice teodosiano con pene severe; successivamente negli Statuti criminali di Genova e Liguria 1556 cap V. libro II.